# Kaple svaté Barbory (Kašperské Hory)
Kaple svaté Barbory v Podlesí u Kašperských Hor je kaple z konce 17. století, která se nachází v prostoru bývalého hospodářského dvora náležejícího k místní sklárně. Areál byl v letech 1958 až 1979 památkově chráněn; v roce 2018 byla za kulturní památku prohlášena pouze samotná kaple.

## Historie a popis
Kaple sv. Barbory se nachází v areálu Rezidence Vogelsang u Kašperských Hor. Byla postavena v osadě Podlesí (dříve Vogelsang) již na přelomu 17. a 18. století. Jedná se o příklad drobné sakrální stavby. Z historického hlediska je kaple dokladem osídlení území a skladby objektů hospodářského dvora spojeného se zemědělskou a sklářskou činností v Pošumaví. Kaple je popsána v Soupisu památek historických a uměleckých v politickém okrese sušickém z roku 1900 autorů Hostaše a Vaňka. Stavebníkem kaple byl člen významné sklářské rodiny Sebastian Florián Gerl, který získal povolení ke stavbě a vysvěcení kaple v roce 1698. Kaple byla v minulosti spolu s navazujícím hospodářským dvorem památkově chráněna, z důvodu její plánované demolice byla památková ochrana v roce 1979 zrušena.
V osadě stával dvůr se sklárnou, panský dům a kaple sv. Barbory. Sklárna na Podlesí existovala pravděpodobně od 15. století až do roku 1891, během staletí se poloha sklárny několikrát měnila v souvislosti s vytěžením okolního dřeva (sklárna Stará Huť, která rovněž patřila pod sklárnu Vogelsang, situovaná na severovýchodním svahu Huťské hory je kulturní památkou). Ve sklárně se střídavě vyráběly barevné korálky, duté a okenní sklo. Kaple sv. Barbory byla vystavena za působení člena proslulé sklářské rodiny Sebastiána Floriána Gerla, který držel sklářskou huť v Podlesí mezi lety 1695 až 1709. Povolení ke stavbě a vysvěcení kaple je datováno do 27. 8. 1968, kaple byla zřejmě dokončena ještě v témže nebo následujícím roce. Poprvé je kaple zmíněna jako součást rejštejnské farnosti až ve farní kronice z roku 1761.
Kaple je situována v severní části bývalého poplužního dvora. Menší zděná omítaná kaple stojí na půdorysu čtverce s trojbokým závěrem, s delší osou orientovanou ve směru SV-JZ. Objekt je umístěn v mírném svahu, severovýchodní vstupní průčelí je zvýrazněno mohutnými zděnými nárožními opěráky. Střecha je sedlová, krytá šindelem, v hřebeni střechy nad vstupem hranolová dřevěná zvonička s cibulovou bání (šindel) a oplechovanou makovicí. Zdivo je masivní kamenné. Interiér kaple plochostropý.
Objekt byl počátkem 90. let 20. století neudržovaný, v havarijním stavu, kompletní rekonstrukce proběhla během roku 1996 (výměna krovu a nového zastřešení byla provedena jako replika původního stavu včetně šindelové krytiny a věžičky se zvoničkou, stavba byla nově omítnuta, členění fasády zůstalo zachováno, do otvorů byly osazeny nové výplně), od té doby je kaple průběžně udržována a je v dobrém technickém stavu. Rozhodnutím Ministerstva kultury ze dne 19.10.2018 byla kaple sv. Barbory opět prohlášena kulturní památkou.
Mgr. V. Bezděková o ní podrobně sepsala dokument „Dějiny objektu“, který je uložen v Národním památkovém ústavu v Plzni. Kopie sepsaných dějin je k dispozici návštěvníkům kaple přímo v areálu. Turisté mohou též nahlédnout do kopií původních dokumentů z roku 1698, kdy bylo vydáno povolení ke stavbě nebo si prohlédnout listinu z roku 1940, která eviduje a popisuje zvon kaple.
V kapli se konají svatební obřady, vernisáže, výstavy, společenské akce či setkání v adventním čase.
Ministerstvo kultury jako příslušný orgán státní správy na úseku památkové péče prohlásila svým rozhodnutím ze dne 19.10.2018 soubor „kaple sv. Barbory“ pod č.j. MK 65720/2018 OPP a sp. zn. MK-S 7448/2018 OPP za kulturní památku.